# Johan te Slaa
Johannes Hendrik Frederik te Slaa (Hilversum, 15 juni 1906 – Amsterdam, 18 mei 1980) was een Nederlands zanger en acteur, zowel op televisie als voor hoorspelen.
Hij volgde aan het conservatorium van Antwerpen een opleiding als operazanger. Ook was hij twee jaar straatzanger in Frankrijk. In 1939 trad hij met Jo Frevel op als de "Levende Poppenkast".
Hij heeft in zijn acteercarrière voornamelijk kleinere rollen gehad. Zo speelde hij opmerkelijk vaak de rol van boer, bijvoorbeeld in Floris en Q & Q. Een van zijn weinige hoofdrollen had hij in de televisieserie De Glazen Stad, waarin hij de oude tuinder Job Stein speelt. De serie was gebaseerd op de roman van P.J. Risseeuw.

## Filmografie
- 1958 - Moutarde van Sonaansee - Worstfabrikant
- 1963 - Fietsen naar de maan - Grote man
- 1968 - De Glazen Stad - Job Stein
- 1969 - Floris: De wonderdoener - Boze boer
- 1973 - Een mens van goede wil - Boer
- 1973 - Turks Fruit - Boer
- 1974 - Q & Q - Boer Zwartjes (1974-1976)
- 1974 - Dynastie der kleine luyden
- 1975 - Oorlogswinter - Visser
- 1975 - Zwaarmoedige verhalen bij de centrale verwarming (De Smalle Oude Man) - Kerstboomverkoper
- 1976 - Sil de Strandjutter - Ane India
- 1976 - Peter en de vliegende autobus - Boer
- 1977 - Hollands Glorie - Reder Kiers
- 1977 - MS Franziska
- 1977 - A Bridge Too Far - Oudere Nederlandse man
- 1978 - Bambi - Friend Owl (stem)
- 1978 - Doctor Vlimmen - Tinus
- 1978 - Dagboek van een herdershond - Goswinus Slangen
- 1979 - Tiro - Grootvader

## Hoorspelen
- 1959 - De hel ligt niet ver van de hemel - Moffa
- 1960 - Het zwarte pak - Ercolo
- 1967 - 1984 (hoorspel) - oude man
- 1969 - Die aardige meneer Bengari - Herking
- 1972 - De twaalf maagden - Bill
- 1975 - Joseph Fouché - prior te Nantes/koning Lodewijk XVIII